# Les alegres comares de Windsor
|  | Aquest article tracta sobre l'obra de teatre de Shakespeare. Si cerqueu l'opera alemanya del mateix títol, vegeu Die lustigen Weiber von Windsor |

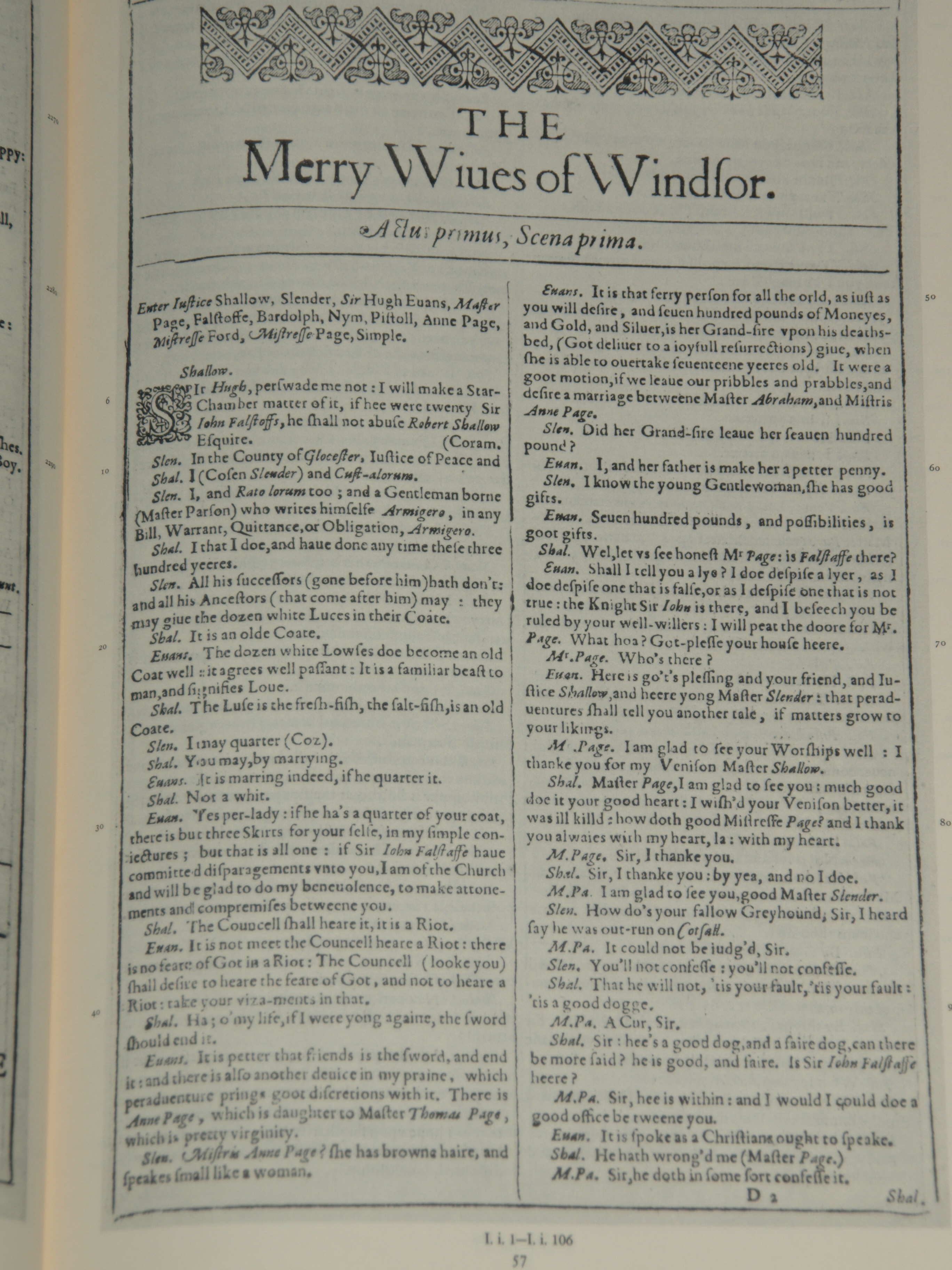
Facsímil de l'obra.

Les alegres casades de Windsor (en una primera traducció de Josep Carner Les alegres comares de Windsor) (The Merry Wives of Windsor) és una comèdia escrita per William Shakespeare. El protagonista de l'obra és John Falstaff.

## Argument
Falstaff arriba a Windsor escàs de fons. Per millorar la seva situació financera, decideix festejar dues senyores ben casades, mistress Ford i mistress Page. Escriu cartes d'amor idèntiques a ambdues senyores, i demana als seus respectius criats, Pistol i Nym, que les lliurin. Ells s'hi neguen, de manera que Falstaff els estomaca. Com a venjança, els criats informen els marits de les intencions de Falstaff. El senyor Page en fa cas omís, però el gelós senyor Ford decideix esbrinar per si mateix els plans de Falstaff.

## Traduccions catalanes
- 1909. Les alegres comares de Windsor. Traducció de Josep Carner.
- 1945. Les alegres casades de Windsor. Traducció de Josep Maria de Sagarra.
- 1988. Les alegres casades de Windsor. Traducció de Salvador Oliva.